# شاتو دي بريساك
شاتو دي بريساك هو شاتو يقع في إقليم مان ولوار،فرنسا.المبنى مدرج في المعالم التاريخية في فرنسا.